# Hannes Jähn
Johannes Eberhard Hermann „Hannes“ Jähn (* 28. April 1934 in Leipzig; † 25. Juli 1987 in Köln) war ein deutscher Schildermaler, Grafikdesigner, Illustrator, Buchgestalter, Fotokünstler und Hochschullehrer.

## Leben und Wirken
Hannes Jähn wurde als Sohn des Studienrates Johannes Ferdinand Jähn und dessen als Haushälterin arbeitender Frau Margarethe 1934 in Leipzig geboren. In seiner Geburtsstadt durchlief er zwischen 1940 und 1949 die Volks- und die Oberschule. Danach wurde er bis 1952 in der Werkstatt Hanns Patze zum Schildermaler ausgebildet. Er legte dabei ein besonderes Interesse an Schriften und ein außerordentliches Gestaltungsgeschick an den Tag, sodass er als „schnellster Schildermaler von Leipzig“ mit der Stalin-Urkunde ausgezeichnet wurde. Von 1952 bis 1955 besuchte er die Kölner Werkschulen und wurde von Anton Wolff im Fach Grafikdesign sowie von Marianne Richter im Fach Illustration unterrichtet.
Mit Abschluss seiner Ausbildung begann seine freiberufliche Tätigkeit als Grafiker und Buchgestalter. In den ersten drei Jahren bis 1958 erhielt er Aufträge für die Gestaltung von Buchumschlägen von dem Kölner Verleger Joseph Caspar Witsch für Kiepenheuer-&-Witsch-Publikationen und den Verlegern Harald Ebner vom Karl Rauch Verlag in Düsseldorf und Max Niedermayer vom Wiesbadener Limes Verlag. Mittels der Fotocollage-Technik und innovativer typografischer Gestaltung prägte er das Bild des seinerzeit modernen Buchumschlags mit. Jähn arbeitete im Laufe seines Lebens für 49 Verlage, darunter namhafte wie S. Fischer, Hanser, Kindler, Luchterhand, Piper, Rowohlt, Suhrkamp und Ullstein.
Schon 1960 erhielt er erste Auszeichnungen, denen – ausländische Prämierungen mitgerechnet – über 100, davon viele in Medaillenform, für Buchumschläge und Ausstattungen von Büchern folgten. Jähn lebte kurzzeitig in Worpswede und Paris, 1961 zog er nach Köln. Nach zwei geschiedenen Ehen mit Künstlerinnen wohnte er dort ab 1967 mit der Antiquarin Gundel Gelbert zusammen. 1968 veröffentlichte er den Fotoband 55 Vogelscheuchen, bestehend aus eigenen Schwarzweiß-Fotografien, bei DuMont Schauberg. Im Herbst 1972 gestaltete er in der Berliner Akademie der Künste den Ausstellungsteil „Schrift in der Umgebung“ innerhalb des Projektes „Welt aus Sprache“. Gemeinsam mit dem Kunstbuchhändler und Verleger Walther König gründet er im selben Jahr die Chihuahua-Press. Gleich die erste Publikation Shel Siverstein Rhinozeros billig zu verkaufen, wurde von der Stiftung Buchkunst 1973 als eines der 50 schönsten Bücher ausgezeichnet. Darauf erschien Wo ist Martha Schwertlein, ein drittes Buch wurde nur noch angekündigt. Ins Jahr 1974 fiel Jähns künstlerische Ausweitung auf Stoff-Bilder und freie Malerei. Öffentlich gezeigt wurden seine Bilder im November 1979 in der Kölner Galerie Rudolf Zwirner. Für Kölner Museen konzeptionierte und gestaltete er 1981 die Ausstellungen Westkunst und Rausch und Realität. Auch die grafische Gestaltung der Plakate von Oper und Schauspielhaus an seinem Wohnort wurde von Jähn erneuert, woraus sich 1984/85 weitere Aufträge für die Münchner Kammerspiele sowie für das Thalia-Theater in Hamburg ergaben. 1983 stieg Jähn beim Verlag Zweitausendeins, für den er schon seit 1975 tätig gewesen war, als Artdirector fest ein. Zwei Jahre später erhielt er die Berufung an die Gesamthochschule Wuppertal als Professor für Grafikdesign im Fachbereich Visuelle Kommunikation.
Hannes Jähn erlag am 25. Juli 1987 im Alter von 53 Jahren einem Herzinfarkt. Seine Grabstätte befindet sich auf dem Kölner Melaten-Friedhof.

## Stil
Der ausgewiesene Kenner der Schriftgeschichte überraschte ein ums andere Mal mit neuen Typografien. Auch seine Methodik, Fotografien so einzusetzen, dass sie – in „grafische Oberflächen“ umgewandelt – „nicht mehr nach Fotografien aussahen, sondern nach neu geformten Bildern“ gilt als bemerkenswert. Hinzu kam eine intensive, aber auch subtile, auf den Betrachter einwirkende Farbgebung. Mit den Covergestaltungen der Taschenbuch-Reihe pocket des Kiepenheuer-&-Witsch-Verlages stellte sich Jähn regelrecht als experimenteller Emotionenvermittler vor.

## Veröffentlichungen
- 55 Vogelscheuchen. DuMont Schauberg, Köln 1968.
- (Hrsg.): The Works of/Das Werk von José Guadalupe Posada. Zweitausendeins, Frankfurt am Main, 1976, 2. Auflage 1978, 3. Auflage 1997.